# Instant Karma!
〈Instant Karma!〉는 (때때로 〈Instant Karma! (We All Shine On)〉라고도 한다.) 1970년 2월에 애플 레코드에 싱글로 발매된 영국의 록 음악가 존 레논의 곡이다. 영국에서 이 싱글은 "플라스틱 오노 밴드의 레논/오노"로 인정받았다. 이 곡은 비틀즈의 미국에서 〈Let It Be〉와 경쟁하면서 영국과 미국 싱글 차트에서 상위 5위에 올랐고, 이 곡은 이 밴드의 한 멤버가 백만 부를 판매한 첫 번째 솔로곡이 되었다.
〈Instant Karma!〉는 10일 안에 작곡, 녹음, 발매되었으며, 이 곡은 팝 음악 역사상 가장 빨리 발매된 곡 중 하나가 되었다. 이 음반은 필 스펙터가 1966년 스스로 은퇴한 후 미국 프로듀서에게 컴백한 것을 보여주면서 비틀즈의 음반 《Let It Be》에 대한 프로듀서의 역할을 맡게 되었다. 런던의 애비 로드 스튜디오에서 녹음된 〈Instant Karma!〉는 스펙터의 독특한 월 오브 사운드를 사용하고 있으며 조지 해리슨, 클라우스 부어만, 앨런 화이트, 빌리 프레스턴의 기여가 특징이다. B 사이드에서는 오노 요코가 작곡하고 공연한 곡으로, 〈Who Has Seen the Wind?〉라는 제목의 곡이 최근 1969년 세계 평화 유세에 대한 그들의 캠페인과 같은 긴 머리의 주인공으로, 레논과 오노는 영국의 "탑 오브 더 팝스"에 출연하여 싱글 음반을 홍보했다.
〈Instant Karma!〉는 《Shaved Fish》 (1975), 《Lennon Legend》 (1997), 그리고 《Power to the People: The Hits》 (2010)를 포함한 많은 레논 작문에 등장했다. 1972년 8월 "One to One" 콘서트에서 녹음된 버전이 그의 사후 발매된 라이브 음반 《Live in New York City》 (1986)에 포함되었다. 이 곡은 레논의 솔로 활동에서 가장 훌륭한 곡들 중 하나로 계속해서 비판적 찬사를 받고 있다. 폴 웰러, 듀란 듀란, U2는 〈Instant Karma!〉를 다룬 연극들 중 하나로 1977년 스티븐 킹의 소설 《샤이닝》에 영감을 주었다.

## 참여 인원
- 존 레논 – 리드 보컬, 어쿠스틱 기타, 피아노, 백 보컬
- 조지 해리슨 – 일렉트릭 기타, 피아노, 백 보컬
- 클라우스 부어만 – 베이스 기타, 일렉트릭 피아노, 백 보컬
- 앨런 화이트 – 드럼, 피아노, 백 보컬
- 빌리 프레스턴 – 해먼드 오르간, 백 보컬
- 오노 요코 – 백 보컬
- 말 에반스 – 튜블러 벨, 박수, 백 보컬
- 예술가들 – 탬버린
- 런던의 해체트 클럽의 앨런 클라인과 숭배자들 – 백 보컬